# 香山街道 (苏州市)
香山街道，是中华人民共和国江苏省苏州市吴中区下辖的一个乡镇级行政单位。

## 行政区划
香山街道下辖以下地区：
蒋墩社区、墅里社区、长沙社区、小横山社区、梅舍村、郁舍村、舟山村和香山村。